# Toni Hermansson
Toni Marianne Hermansson, född 3 juni 1937 i Engelbrekts församling i Stockholm, död 14 april 2013 i Tidaholm, var en svensk textilkonstnär och formgivare.
Hon växte upp i Djursholm utanför Stockholm, och inledde sina konst och textilstudier i slutet av 1950-talet vid textilprogrammet på Konstfack. Under studietiden lärde hon känna och blev god vän med Märta-Lena Bjerhagen som också studerade till textildesigner. Efter avlagd examen startade de två designföretaget Talento i Stockholm. Deras första produkter blev olika modeller av skor och handskar som blev uppmärksammade i olika modetidningar. Senare kom de även att mönsterge tyg för bland annat Mölnlycke wäveri, Gamlestaden of Sweden, Borås väveri och Almedahls. Dessutom formgav hon tapetmönster för Duro. Hon var under några år i slutet av 1960-talet och början av 1970-talet mycket produktiv och skapade som fast knuten till Almedahls ett flertal mönster som trycktes på påslakan och dukar. Hon var även skicklig som tecknare och utförde en mängd teckningar ofta med djur som var hennes stora intresse men även blommor och geometriska figurer förekommer. Under mitten 1970-talet lämnade hon konsten och köpte en gård utanför Kungsör där hon sysselsatte sig med hästar.
Hermansson är representerad vid bland annat Nationalmuseum.